# Pregradnaja
Pregradnaja (in russo Преградная?) è un villaggio della Repubblica autonoma della Karačaj-Circassia, nel Caucaso, centro amministrativo del rajon Urupskij.
Il villaggio si trova sul fiume Urup.